# Rose Emmet Young
Rose Emmet Young, nota anche come Rose Young, Rose Emmet, o R.E. Young (Lexington, 1869 – 1941), è stata una scrittrice, saggista e attivista statunitense, sostenitrice del movimento per il suffragio.

## Contesto e primi lavori
Rose Emmet Young nacque a Lexington, nel Missouri, dove trascorse la sua infanzia. Prima di lavorare nel movimento per il suffragio e come scrittrice, gestiva un'azienda di legname.
La Young ha collaborato a riviste ed editoriali con lo pseudonimo di R.E. Young. La sua produzione di narrativa fu pubblicata su Harper, McClure, The Century Magazine, Collier e Atlantic Monthly; fu redattrice letteraria e artistica per la University Publishing Co. per quattro anni. Nel 1899 si trasferì a New York e lavorò per il New York Evening Post. Trascorse gran parte della sua vita a New York.

## Movimento per il suffragio

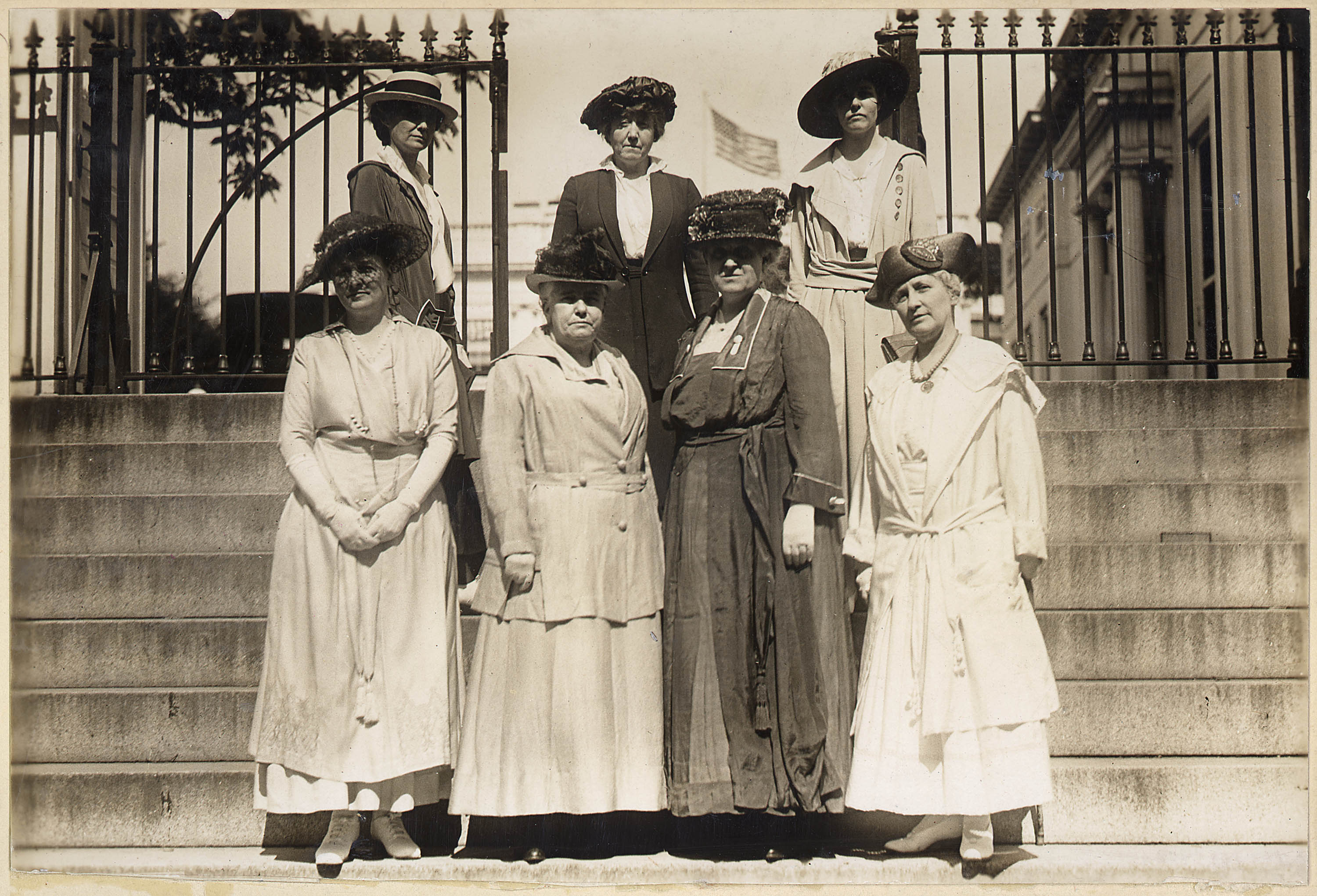
Rose Emmet Young, in alto, la prima da sinistra

Nel 1915 fu assunta da Carrie Chapman Catt per creare e dirigere il Leslie Bureau of Suffrage Education, l'ufficio stampa della Leslie Woman Suffrage Commission e della National American Woman Suffrage Association. L'ufficio fu creato con i fondi di un'eredità, del valore di quasi un milione di dollari, lasciata alla causa del suffragio femminile da Miriam Leslie. Il Bureau era un servizio di informazione quotidiano distribuito in tutti i cinquanta stati, che raccoglieva e distribuiva informazioni sul diritto di voto delle donne; il compito della Young era quello di stilare e ridistribuire notizie, editoriali, fotografie, vignette e statistiche ai giornali di tutti gli Stati Uniti per informare il pubblico sugli sforzi legati al suffragio femminile e per sostenerne l'adozione. Il Bureau sosteneva che il suo servizio di notizie, grazie alla distribuzione da parte dell'Associated Press e di altre agenzie di stampa, raggiungeva dai dieci ai venti milioni di lettori.
Come ampliamento di questo obiettivo, la Young creò e fu caporedattrice di The Woman Citizen (in seguito The Woman's Journal), una newsletter settimanale per le donne, che fondeva tre pubblicazioni già esistenti: Woman's Journal, National Suffrage News e The Woman Voter. Questo progetto estese la portata del dipartimento di ricerca del Leslie Bureau per la raccolta di statistiche, elenchi di libri e articoli editoriali. The Woman Citizen operava al 171 di Madison Avenue a New York e da solo aveva una tiratura di 20.000 lettori.
La Young contribuì anche a diverse riviste e quotidiani scrivendo editoriali a favore dell'avanzamento della causa del suffragio femminile.

## Opere pubblicate

### Romanzi
- Sally of Missouri (1903)
- Henderson (1903)
- Murder at Mason’s (1927)

### Racconti brevi
- "Petticoat Push" (1906/1907), pubblicato in Harper's Bazaar[7]
- "With Reluctant Feet" (1906/1907), pubblicato in Harper's Bazaar[7]
- "The Substance of Things Hoped For" (1906/1907), pubblicato in Harper's Bazaar[7]

### Commedie
- "The Cigar Smoker" (eseguita nel 1936), scritta con Marie Jenney Howe.[8]

### Opere di saggistica
- (EN) Rose E. Young, The record of the Leslie woman suffrage commission, inc., 1917-1929, The Leslie woman suffrage commission, inc., 1929. URL consultato il 6 febbraio 2025.
- (EN) Eleanor Roosevelt, Carrie Chapman Catt e Rose E. Young, Why wars must cease, Macmillan Co., 1935. URL consultato il 6 febbraio 2025.[9]